# Iulia Beșliu-Ionescu
Iulia Beșliu-Ionescu (născută Ionescu, n. 3 iulie 1965, Piatra-Neamț, Neamț, România) este o fostă alergătoare română.

## Biografie
Sportiva din Piatra Neamț este multiplă campioană națională. Prima ei performanță notabilă a fost locul 6 la Campionatul European de Juniori din 1983 la 3000 m. În anul 1985 a obținut medalia de bronz la Campionatul Mondial de Cros de la Lisabona cu echipa României, compusă din Fița Lovin, Elena Fidatov, Paula Ilie, Mariana Stănescu și Iulia Beșliu.
La Universiada din 1991 atleta a câștigat medalia de aur la 3000 m și argintul la 1500 m. Tot în acel an a particapat la Campionatul Mondial de la Tokio da nu a ajuns în finală. La Universiada din 1993, la Buffalo, a obținut din nou medalia de argint la 1500 m.
A primit titlul de Maestră a Sportului în 1983.

## Realizări
| An   | Competiție                            | Locație                   | Loc | Eveniment | Note    |
| ---- | ------------------------------------- | ------------------------- | --- | --------- | ------- |
| 1983 | Campionatul European de Juniori (U20) | Schwechat, Austria        | 6   | 3000 m    | 9:24,86 |
| 1985 | Campionatul Mondial de Cros           | Lisabona, Portugalia      | 87  | 4,99 km   | 16:48   |
| 1985 | Campionatul Mondial de Cros           | Lisabona, Portugalia      | 3   | echipe    | 16:48   |
| 1985 | Universiada                           | Kobe, Japonia             | 8   | 3000 m    | 9:16,92 |
| 1987 | Campionatul Mondial de Cros           | Varșovia, Polonia         | 84  | 5,05 km   | 18:14   |
| 1987 | Campionatul Mondial de Cros           | Varșovia, Polonia         | 4   | echipe    | 18:14   |
| 1991 | Universiada                           | Sheffield, Marea Britanie | 2   | 1500 m    | 4:12,24 |
| 1991 | Universiada                           | Sheffield, Marea Britanie | 1   | 3000 m    | 8:55,42 |
| 1991 | Campionatul Mondial                   | Tokio, Japonia            | 20  | 3000 m    | 9:00,72 |
| 1992 | Campionatul Mondial de Cros           | Boston, Statele Unite     | 40  | 6,37 km   | 22:21   |
| 1992 | Campionatul Mondial de Cros           | Boston, Statele Unite     | 6   | echipe    | 22:21   |
| 1992 | Campionatul Mondial de Ekiden         | Funchal, Portugalia       | 4   | ekiden    | 2:25:26 |
| 1993 | Universiada                           | Buffalo, Statele Unite    | 2   | 1500 m    | 9:05,10 |
| 1994 | Campionatul Mondial de Cros           | Budapesta, Ungaria        | 126 | 6,22 km   | 23:05   |
| 1994 | Campionatul Mondial de Cros           | Budapesta, Ungaria        | 11  | echipe    | 23:05   |
| 1996 | Campionatul Mondial de Ekiden         | Copenhaga, Danemarca      | 2   | ekiden    | 2:18:41 |
| 1996 | Campionatul European de Cros          | Charleroi, Belgia         | 55  | 4,55 km   | 18:52   |
| 1996 | Campionatul European de Cros          | Charleroi, Belgia         | 6   | echipe    | 18:52   |
| 1997 | Campionatul Mondial de Cros           | Torino, Italia            | 94  | 6,6 km    | 23:05   |
| 1997 | Campionatul Mondial de Cros           | Torino, Italia            | 11  | echipe    | 23:05   |

## Recorduri personale
| Probă          | Performanță | Dată              | Locație   |
| -------------- | ----------- | ----------------- | --------- |
| 1500 m         | 4:04,36     | 11 iunie 1988     | București |
| 3000 m         | 8:41,54     | 19 iunie 1988     | București |
| 1500 m în sală | 4:11,88     | 16 februarie 1991 | Bacău     |
| 3000 m în sală | 8:49,39     | 15 februarie 1987 | Bacău     |